# Mesoclemmys dahli
Espèce
Synonymes
- Phrynops dahli Zangerl & Medem, 1958

Statut de conservation UICN

 CR B1+2c : 
En danger critique
Mesoclemmys dahli est une espèce de tortue de la famille des Chelidae.

## Répartition
Cette espèce est endémique de Colombie. Elle se rencontre dans les départements d'Atlántico, de Bolivar, de Córdoba et de Sucre.

## Étymologie
Cette espèce est nommée en l'honneur de George Dahl.

## Publication originale
- Zangerl & Medem, 1958 : A new species of chelid turtle, Phrynops (Batrachemys) dahli, from Colombia. Bulletin of the Museum of Comparative Zoology, vol. 119, p. 375-390 (texte intégral).